# Cirolana luciae
Cirolana luciae är en kräftdjursart som först beskrevs av Barnard 1940.  Cirolana luciae ingår i släktet Cirolana och familjen Cirolanidae. Inga underarter finns listade i Catalogue of Life.